# Microchilus platanilloensis
Microchilus platanilloensis är en orkidéart som beskrevs av Paul Ormerod. Microchilus platanilloensis ingår i släktet Microchilus och familjen orkidéer. Inga underarter finns listade i Catalogue of Life.